# Vestaalse maagden

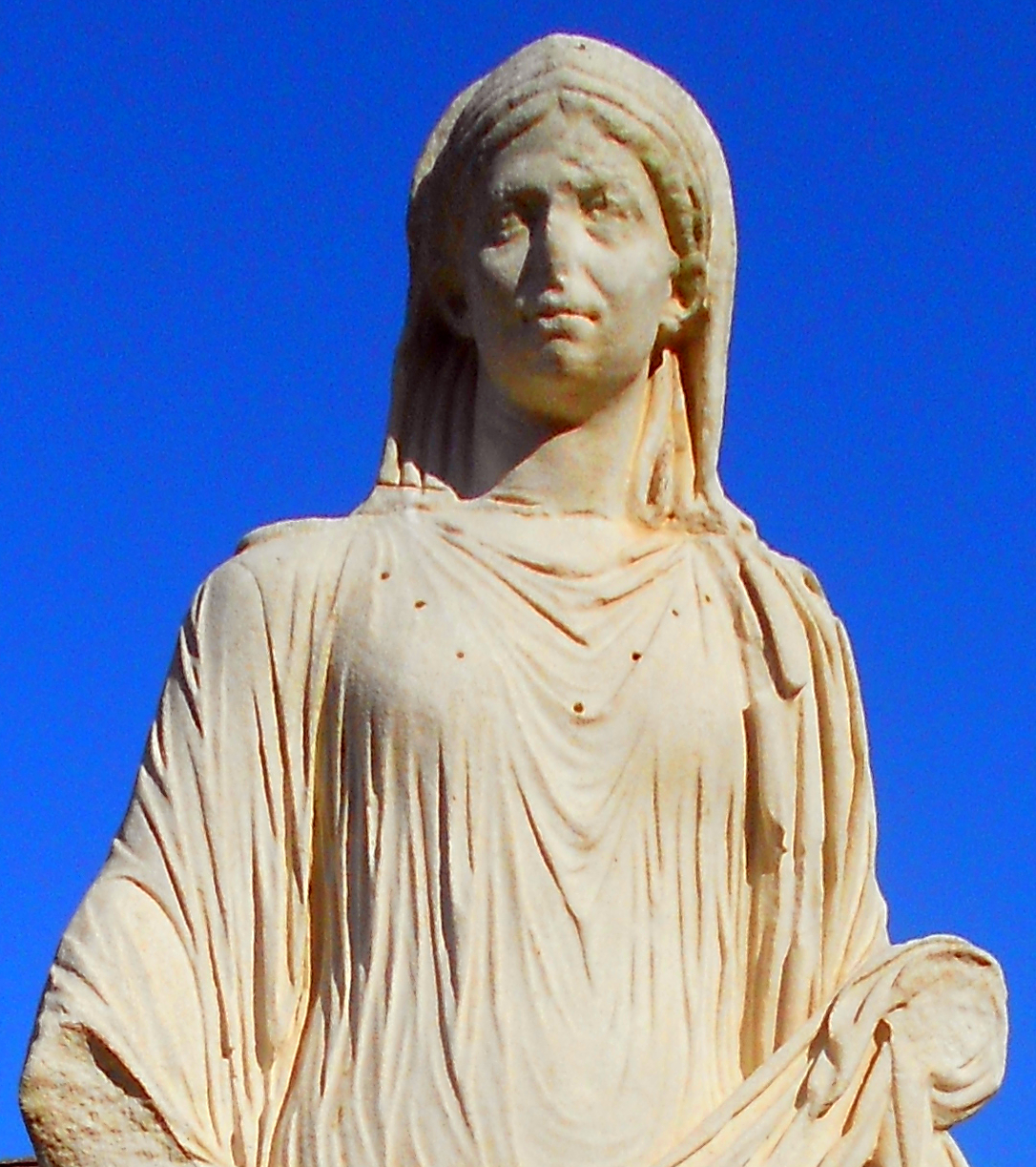
Standbeeld van een Romeinse Vestalin.

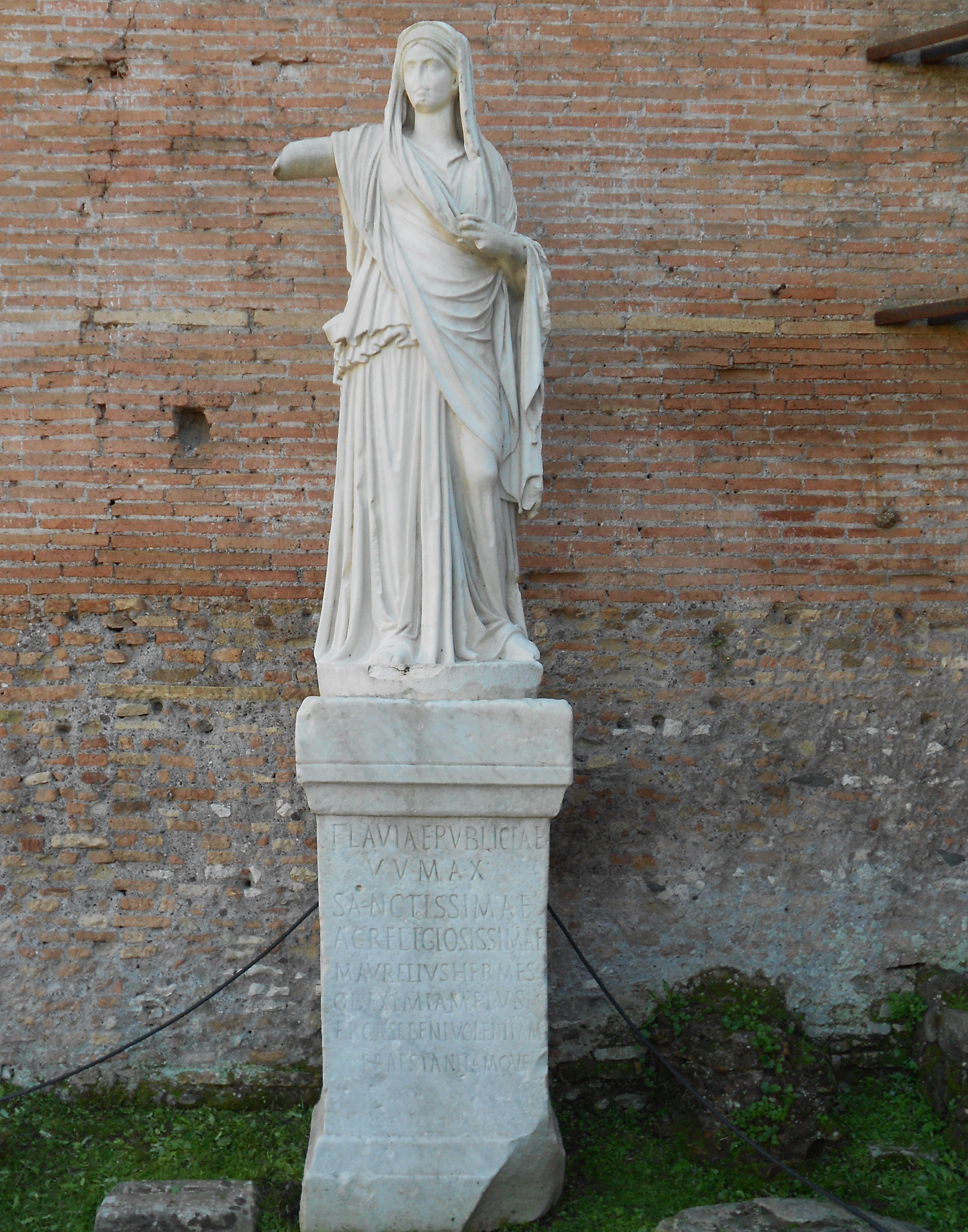
Standbeeld van een Romeinse Vestalin in het atrium van het huis van de Vestalinnen.

De Vestalinnen of Vestaalse maagden (Latijn: virgo Vestalis "Vestaalse maagd"; oorspronkelijke titel: sacerdos Vestalis "Vestaalse priesteres") waren Romeinse priesteressen van de godin Vesta.
Het college van Vestalinnen bestond uit zes (in de late oudheid zeven) priesteressen, die tussen hun zesde en tiende jaar voor minimaal dertig jaar werden aangesteld. Hun hoofdopdracht was het onderhoud van het haardvuur in de tempel van Vesta, dat nooit mocht uitdoven, alsook het halen van water uit de heilige bron van de nimf Egeria, dat voor de reiniging van de tempel werd gebruikt. Daarnaast maakten ze de mola salsa. Dat was een mengsel van water en spelt- of emmertarwemeel, waaraan op de Iden van september zout werd toegevoegd. Het werd geofferd tijdens de Lupercalia, de Vestalia en op de Iden van september  Tevens maakten ze het suffimen, as van ongeboren kalveren, dat gebruikt werd voor cultushandelingen tijdens de Fordicidia.
In het kader van de cultus vielen de Vestalinnen onder het collegium van de pontifices en in het bijzonder onder de pontifex maximus als hun disciplinaire overste. Hun persoonlijke sociale status leek in veel opzichten op die van een Romeinse vrije man, maar ze genoten ook talrijke privileges.
Tijdens hun diensttijd waren de Vestalinnen tot kuisheid verplicht. Het verlies van de maagdelijkheid van een Vestalin gold als onheilspellend voorteken voor het Romeinse gemenebest. Een onkuise Vestalin werd uit het priesterschap ontzet en kon dan levend begraven worden.

## Geschiedenis van het priesterschap
De omstandigheden die tot het ontstaan van het college van de Vestalinnen had geleid, waren reeds in de oudheid voorwerp van speculaties en konden ook door de moderne geschiedeniswetenschap niet definitief worden opgehelderd. Sommige onderzoekers suggereerden dat de  Vestalinnen oorspronkelijk voor mensenoffers gereedgehouden maagden waren of dat ze in de republikeinse tijd de cultische plichten overnamen, die tevoren door de dochter van de koning waren uitgeoefend (vgl. rex sacrorum). Deze hypothesen worden vandaag echter als ongefundeerde speculaties afgedaan.
Volgens de Romeinse sage bestond de cultus van Vesta reeds voor de stichting van Rome in Lavinium en werd ze vandaar naar Alba Longa en zo naar Rome overgebracht. In ieder geval bestond er in Alba Longa reeds een gemeenschap van Vestalinnen voor de tijd van de Romeinse koningen; deze gemeenschap is nog in de late 4e eeuw n.Chr. geattesteerd. In Tibur (Tivoli) zijn Vestalinnen pas in de keizertijd door inscripties geattesteerd. Omdat er geen gelijkaardige cultussen buiten de regio Latium bekend zijn, wordt ervan uitgegaan dat het priesterschap van de Vestalinnen in Latium is ontstaan.

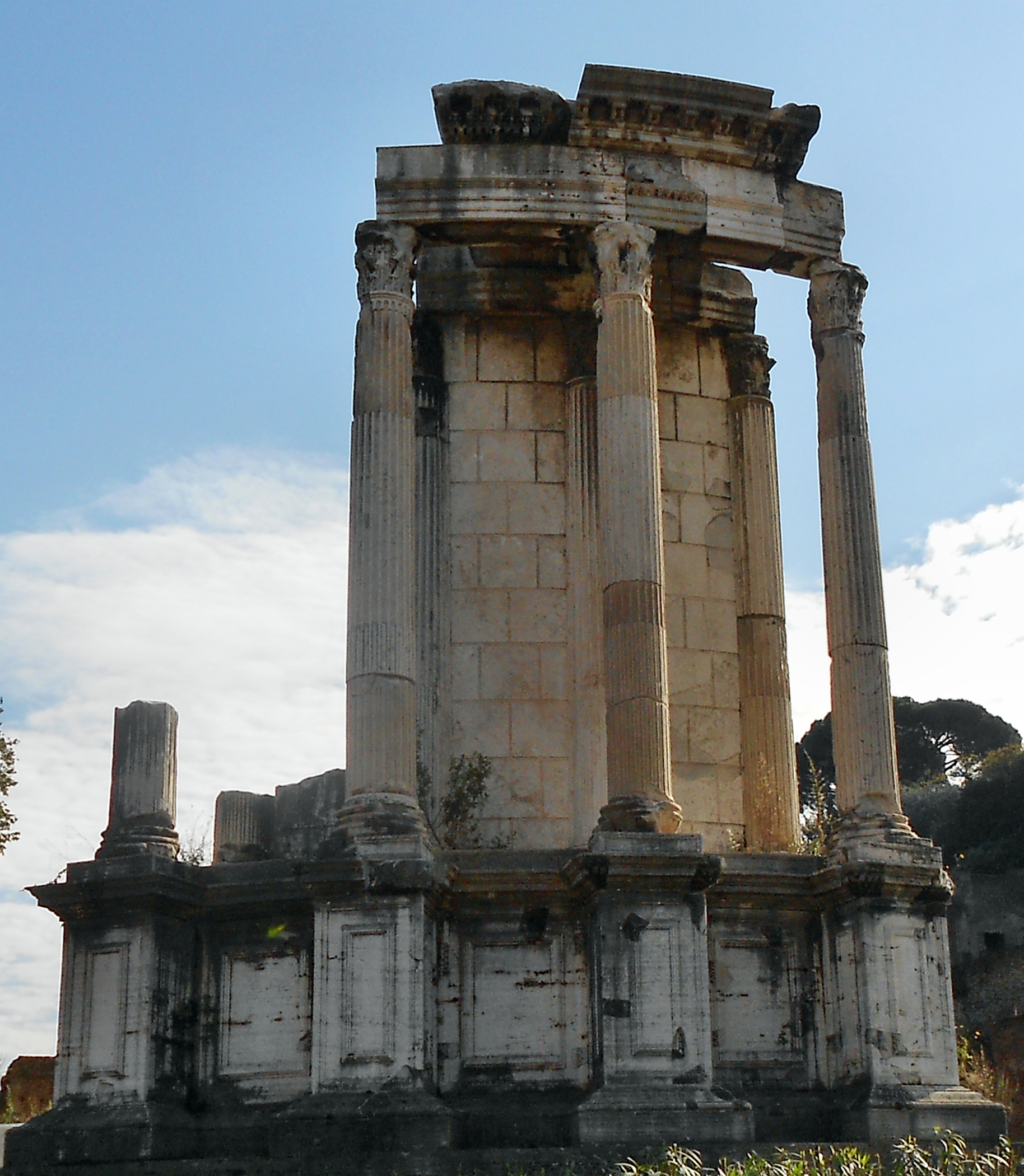
Vooraanzicht van de ruïne van de tempel van Vesta (Forum Romanum).

De cultische opdrachten van de Vestalinnen waren volgens de sage door koning Numa Pompilius vastgelegd. De vijfde koning van Rome, Lucius Tarquinius Priscus, zou later het tuchtrecht van de pontifex maximus hebben ingevoerd, terwijl de vastlegging van het aantal op zes priesteressen aan zijn opvolger Servius Tullius wordt toegeschreven; voorheen zouden het er vier zijn geweest. De gegevens in de bronnen wijken deels af van elkander en zijn in het historisch onderzoek omstreden, maar moeten niet helemaal als ongeloofwaardig worden beschouwd. In elk geval gaat de inrichting van de cultus terug tot de koningstijd.
De organisatie van de gemeenschap en cultische opgaven van de Vestalinnen bleven van de 3e eeuw v.Chr. (de tijd van de oudste betrouwbare bronnen) tot in de late oudheid grotendeels onveranderd. Voor de late oudheid is een verhoging van het aantal van de Vestalinnen op zeven met zekerheid vastgesteld.
Weliswaar kregen de Vestalinnen in 370 n.Chr. nog een keizerlijke bevestiging van hun privileges, maar in de tweede helft van de 4e eeuw n.Chr. bestaat een tendens om hen op te heffen. Er is een geval bekend van een Vestalin die zich tot het christendom bekeerde. Bij zijn streven om van het christendom de enige religie van het Romeinse Rijk te maken, ontbond keizer Theodosius I in 391 n.Chr. officieel het priesterschap van de Vestalinnen. De laatste Virgo Vestalis maxima was Coelia Concordia, die in 394 uit haar ambt trad en zich tot het christendom bekeerde.

## Toelatingscriteria, benoeming en sociale status van de Vestalinnen

### Toelatingscriteria
Bij de dood of het uittreden van een Vestalin werd door de pontifex maximus een opvolgster aangesteld. Details hierover gaan hoofdzakelijk op een beschrijving van Aulus Gellius uit de 2e eeuw n.Chr. terug, die uit inmiddels verloren gegane geschriften van de juristen Marcus Antistius Labeo (-ca. 10 n.Chr.) en Gaius Ateius Capito (-22 n.Chr.) citeert:
- Het meisje mocht niet jonger dan zes en niet ouder dan tien jaar oud zijn.
- Ze mocht geen spraak- en lichamelijk gebrek hebben.
- Beide ouders moesten nog leven.
- Noch zijzelf noch haar vader mochten vrijgelaten slaven zijn (emancipatio), zelfs wanneer ze dan onder de patria potestas van haar grootvader verbleef.[5]
- Geen een van haar ouders mocht slaaf zijn geweest of zijn levensonderhoud met negotia sordida ("smerige handelszaken", met handwerk of kleinhandel) verdienen.

Gellius geeft echter ook redenen ter verontschuldiging op, die werden aanvaard om een roeping als Vestalin te weigeren:
- Een zuster is reeds Vestalin.
- Haar vader had reeds een cultische functie in Rome.
- Haar vader had zijn woonplaats/domicilie buiten Italië.
- Haar vader had drie kinderen.

Vermoedelijk speelden hier respectievelijk als redenen mee de last maar ook het politieke belang van huwbare dochters (zuster is reeds Vestalin, vader had drie kinderen) en religieuze bezwaren of taboes (vader had reeds een cultische functie in Rome, vader had zijn woonplaats/domicilie buiten Italië).

### Benoemingsceremonie van een Vestalin
Over de benoemingsprocedure zelf is weinig bekend. Gellius vermeldt over dit thema enkel een oude wet van onbestemde datum te hebben gevonden die hierover informatie geeft. Volgens die wet selecteerde de pontifex maximus uit het volk eerst 20 geschikte kandidates. In Gellius’ tijd werd deze procedure echter niet meer gebruikt, maar was het nu gebruikelijk, dat leden van de bovenlaag van de bevolking de pontifex maximus hun dochter voor het priesterambt aanboden. In de keizertijd had men soms moeite om een nieuwe Vestalin aan te stellen, omdat zich nu weinig families bereid verklaarden een dochter voor dit ambt af te staan. Daarom zou Augustus hebben toegestaan dat ook dochters van vrijgelatenen Vestalin konden worden, waarop er opnieuw werd gestreden om de eer van een dochter Vestalin te zien worden.
De benoeming werd door de pontifex maximus uitgevoerd, waarbij hij de kandidate de hand oplegde, ze door die benoemingsformule in de dienst van Vesta opnam en ze naar het atrium Vestae, de woon- en werkplaats van de Vestalinnen, wegvoerde. Gellius overleverde volgende benoeming:

Als Vestaalse priesteres, die de eredienst zal onderhouden, die zal weten wat als Vestaalse priesteres te doen voor het Romeinse volk en de Quiriten, grijp/neem ik jou, Amata/geliefde.

(Sacerdotem Vestalem, quae sacra faciat, quae ius sciet sacerdotem Vestalem facere pro populo Romano Quiritibus, uti quae optima lege fuit, ita te, amata capio).

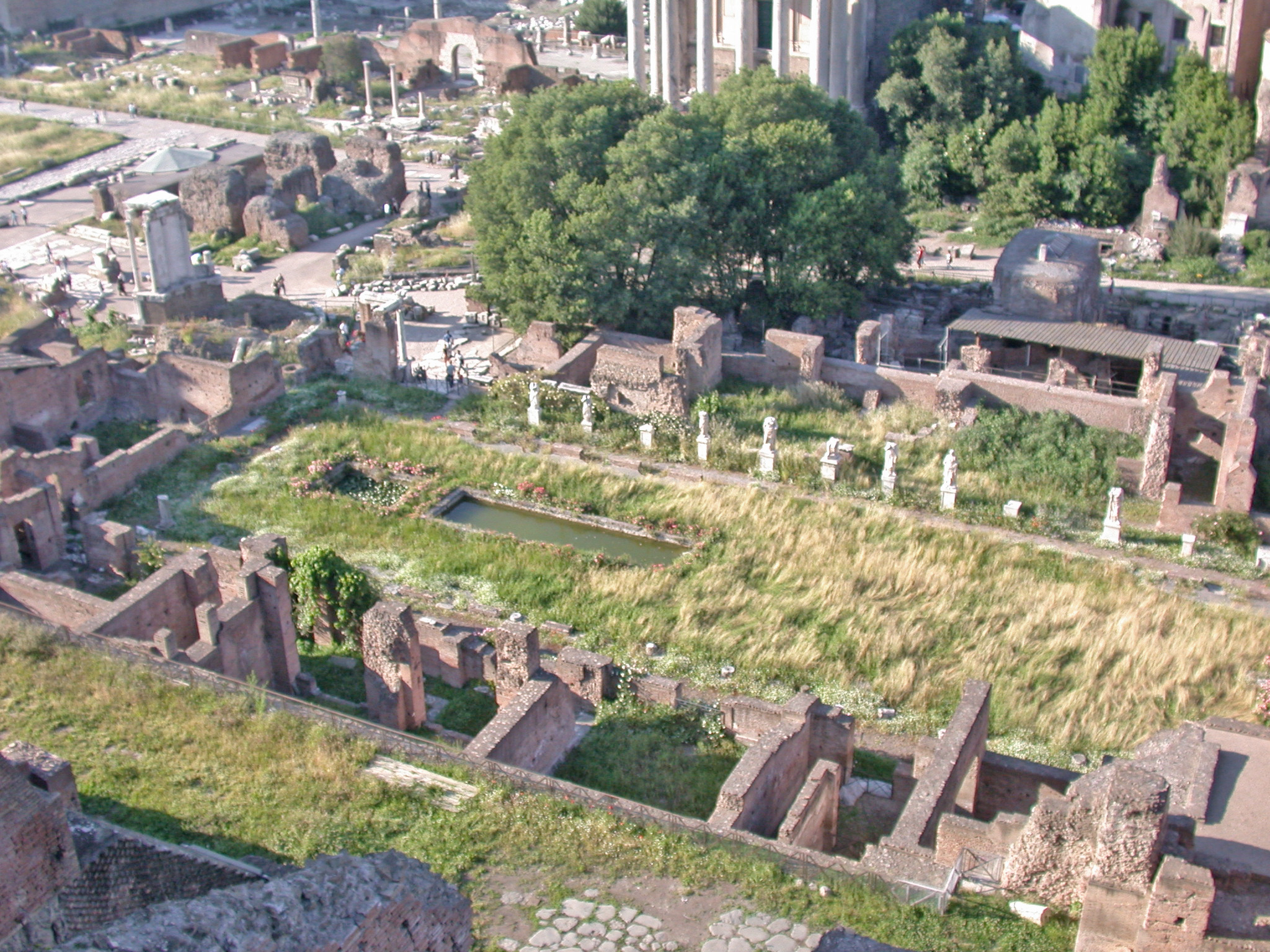
De overblijfselen van het Atrium Vestae (gezien vanop de Palatijn).

Die betekenis van de eigenlijke benoeming door het begrip capere, "grijpen", "vastgrijpen" respectievelijk "iemand als krijgsgevangene vastgrijpen" alsook de aanspreking van de Vestalin als amata werden reeds in de oudheid bediscussieerd, daar haar betekenis niet meer onmiddellijk duidelijk was. Volgens Gellius sprak men van capere, omdat de Vestalin van haar vader als een krijgsgevangene werd weggevoerd. Anderzijds wordt dit begrip ook bij de benoeming van de pontifices, augures en de flamen Dialis gebruikt, bij dewelke geen analogie met een gevangenname te herkennen is. Mogelijkerwijze had capere in deze context oorspronkelijk de betekenis "iemand voorbestemmen voor een ambt, zonder dat die zich tegen dit besluit kan verzetten". Deze vraag heeft tot nu toe nog geen plausibel antwoord gekregen.
Eveneens onduidelijk is de cultusnaam Amata, waarmee de kandidate wordt aangesproken. Gellius geeft als reden hiervoor op dat dit de naam van de eerste Vestalin zou zijn geweest, maar geeft daarvoor geen bewijs op. In feite is dit in tegenspraak met andere overleveren, daar bijvoorbeeld Plutarchus Getania en Verenia als namen van de eerste Vestalinnen opgeeft. Enkele onderzoekers vermoeden een verband met Amata, de moeder van Lavinia, anderen dachten aan een afleiding van de grondbetekenis van het Latijnse woord amata als "geliefde" (in dit geval: geliefde van de goden) of aan het Griekse ádmetos of adámatos ("maagdelijk").
De naam Amata werd slechts in de benoemingsformule gebruikt en speelde ogenschijnlijk geen rol in de cultus.

### Sociale status van de Vestalin
Door de roeping tot Vestalin trad het meisje uit de patria potestas van haar vader of grootvader en kreeg volledige juridische zelfstandigheid. De in het oudere onderzoek somtijds geuite aanname, dat ze onder de patria potestas van de pontifex maximus als een symbolische vader of echtgenoot stond, is als onjuist aangetoond.
Hierdoor bezat de Vestalin onbeperkte zeggenschap over haar vermogen, waardoor ze aldus een buitengewone status had, daar andere vrouwen in het oude Rome tot minstens in de vroege keizertijd (principaat) steeds de toestemming van hun mannelijke tutor (voogd) nodig hadden, om rechtsgeldige transacties te kunnen afsluiten.
Met het uittreden uit het familieverband had de Vestalin vanuit een juridisch standpunt geen verwanten meer. Volgens Marcus Antistius Labeo kwam ze niet meer in aanmerking voor de natuurlijke erfenis en kon ze bezit enkel op basis van testamentaire beschikkingen erven of vermaken. Daardoor viel haar bezit, indien ze geen testament naliet, na haar dood toe aan de staat. De wettelijke basis voor deze toestand was echter reeds in de tijd van Labeo niet meer zeker geweten.

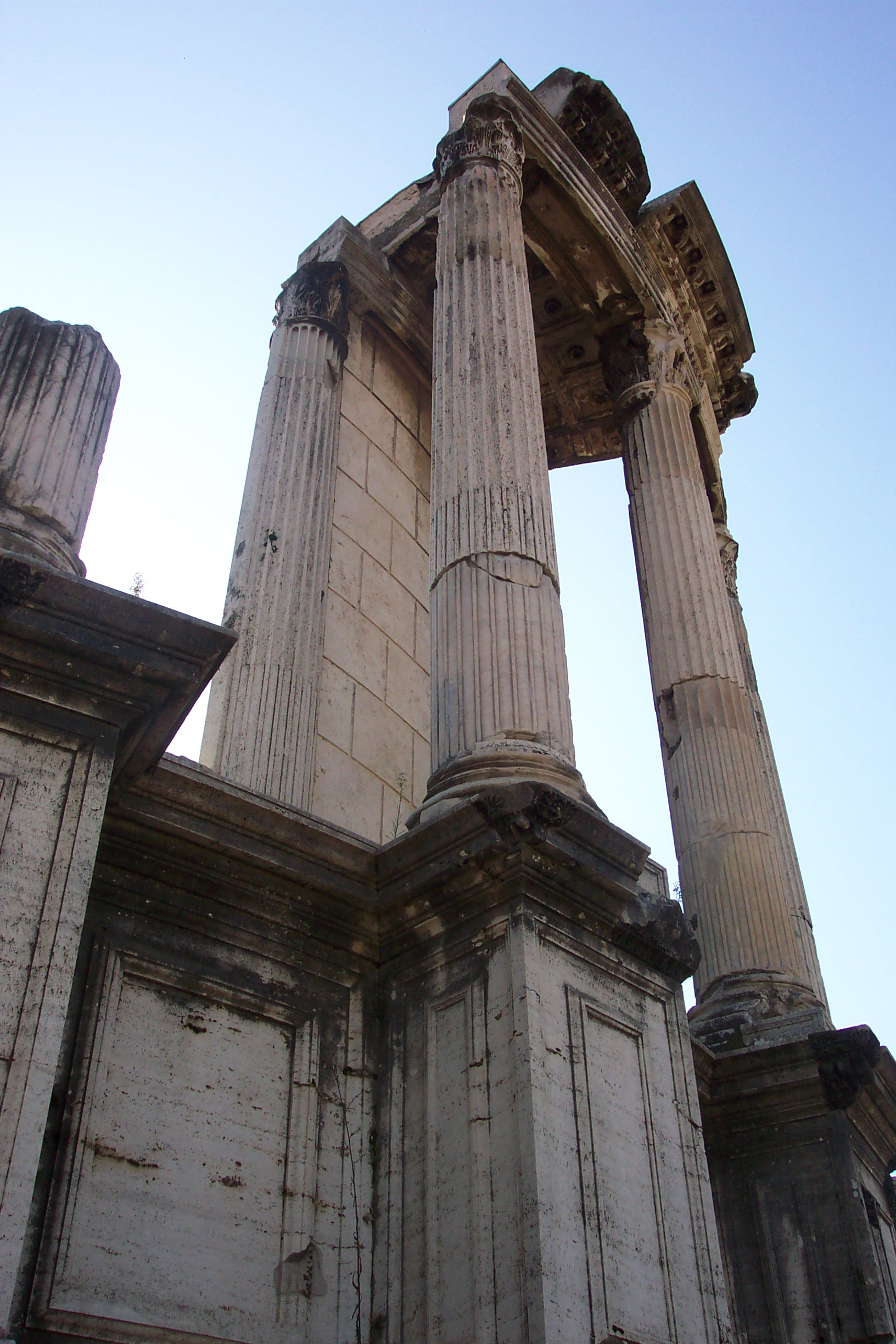
Overblijfselen van de tempel van Vesta.

In het onderzoek wordt soms aangenomen dat de Vestalin derhalve tot geen familieverband behoorde, terwijl ze als symbolische respectievelijk ideële verwante van alle Romeinse burgers werd beschouwd en aldus geen familiaire relaties met specifieke individuen kon hebben. In deze zin kan de zorg voor het vuur in de tempel van Vesta overeenkomen met het hoeden van het haardvuur in een privéwoning, zodat men de Vestalinnen als het ware als de symbolische matres familias van het Romeinse volk respectievelijk de Romeinse staat kon beschouwen. Deze veronderstelling kan ook door een passage van Plinius minor worden ondersteund, die aangaf dat zieke Vestalinnen noch door haar collega's noch door haar verwanten werd verpleegd, maar aan de zorg van een door de pontifex maximus uitgekozen vrouw werden toevertrouwd.
Zulke hypothesen zijn evenwel zeer speculatief, daar enerzijds de ware betekenis van het vuur in de tempel van Vesta niet bekend is, anderzijds ook dat de door Plinius genoemde Vestalin Iunia uitgerekend door haar schoonzus Fannia werd verpleegd.
Ongeacht hun juridische positie konden Vestalinnen dezelfde familieverplichtingen als andere Romeinen plegen. Om die reden wordt bijvoorbeeld het verhaal van de Vestalin Claudia, die in 143 v.Chr. haar vader door haar sacrale status voor de inmenging van een tribunus plebis behoedde, als voorbeeld van de plichtsbetrachting van een dochter tegenover haar ouders (pietas) beschouwd. Evenzo was voor zijn Romeinse tijdgenoten de argumentatie van Cicero begrijpelijk, die in zijn verdedigingsrede voor Fonteius (69 v.Chr.) de rechter bad, de aangeklaagde omwille van zijn zuster mild te willen behandelen, daar ze bij zijn veroordeling als ongehuwde en kinderloze Vestalin anders helemaal alleen zou achterblijven. Aan de andere kant zette de Vestalin Iunia Torquata zich voor betere voorwaarden voor haar verbannen broer in. Zo werden er ook ereinscripties voor prominente Vestalinnen teruggevonden, op dewelke de naam van hun vader (de zogenaamde filiatie) was aangegeven, die officieel tot de volledige naam van een persoon behoorde.
Het merendeel van de Vestalinnen behoorde klaarblijkelijk tot de senatoriale stand, zoals ook uit de overgeleverde namen is op te maken, die op hun afkomst uit voorname families wijst (bijvoorbeeld Aemilia, Claudia, Cornelia, Licinia). Evenzo spreekt voor deze aanname het feit dat Vestalinnen vaak over een groot vermogen beschikten. Ook de politieke invloed die verscheidene Vestalinnen uitoefenden (bijvoorbeeld Licinia, die in 63 v.Chr. haar verwant Lucius Licinius Murena in de kiesstrijd ondersteunde), doet vermoeden dat ze tot de elite behoorden.

## Uiterlijke kenmerken
Over een mogelijke ambtsdracht van de Vestalinnen kan men slechts speculeren. Slechts een enkele bron vermeldt een bijzonder kapsel met zes vlechten, die ook door de bruid tijdens de bruiloft werd gedragen en vermoedelijk in verband staat met maagdelijkheid. Precieze verklaringen laten zich echter niet opmaken uit deze bron, daar de tekst slechts zeer fragmentarisch is overgeleverd en daarom moeilijk te interpreteren is.
Nog minder is er over de kleding van de Vestalinnen bekend. Plinius minor vermeldt weliswaar de stola van een Vestalin, maar beschrijft echter niet het uitzicht ervan (aangezien hij ervan uitging dat zijn lezers dit wel zouden weten). Daarom is de aanname, dat de Vestalinnen dezelfde stola droegen als een getrouwde Romeinse vrouw (matrona), tot noch toe niet geattesteerd. De interpretatie van de op beeldhouwwerken voorgestelde kleding van enkele Vestalinnen is in het onderzoek omstreden.

### Bijzondere privileges van de Vestalinnen
In het publiek werd een Vestalin steeds door een lictor begeleid, die voor de rest enkel magistraten met een imperium en de flamen Dialis vergezelde. 
Daarenboven hadden de Vestalinnen het recht, in het circus en in het theater op de voor de senatoren gereserveerde ereplaatsen te zitten. Ze mochten met een vierwielige wagen (pilentum) naar offerceremonies in de stad rijden, wat voor de rest slechts tijdelijk aan gehuwde vrouwen was toegestaan. Onder Imperator Caesar Augustus kregen zij het ius trium liberorum ("driekinderenrecht"), dat hen bijzondere voorrechten verleende.
Anders dan soms in de literatuur wordt vermeld, hadden de Vestalinnen echter niet het recht ter dood veroordeelde genade te verlenen. Weliswaar werden bij gevangenen, die op weg naar hun executie toevallig een Vestalin tegenkwamen, de voltrekking van deze kwijtgescholden, op voorwaarde dat de priesteres verzekerde dat ze deze ontmoeting niet met opzet had geregeld. De achtergronden voor dit gebruik zijn evenzeer onduidelijk als het door Plutarchus in samenhang hiermee vermelde geloof dat ieder die onder de draagstoel van een Vestalin doorliep moest sterven.

## Plichten en opgaves van de Vestalinnen

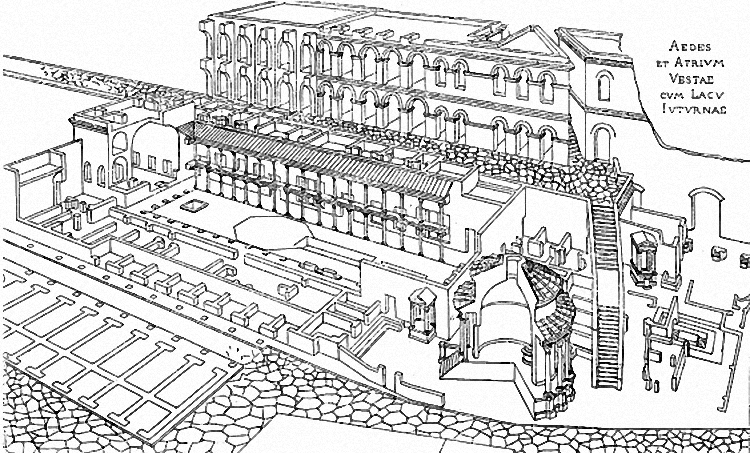
Reconstructie van het Atrium Vestae door Christian Hülsen (1905)

De gemeenschap van de Vestalinnen leefde in het zogenaamde atrium Vestae ("huis van Vesta"), een gebouw in de buurt van de tempel van Vesta. Daarmee waren ze de enige Romeinse priesterorde, die een dienstwoning bezaten (tenzij de Domus Publica). Foutief is echter de vroegere opvatting dat ze daar als in een klooster leefden en slechts voor hun dienstplichten het huis mochten verlaten. Veeleer namen de Vestalinnen aan het Romeinse maatschappelijke leven deel.
Over de interne organisatie van het priesterschap is haast niets bekend. Het is omstreden, of de Vestalinnen slechts samenwerkende zelfstandige priesteressen waren of dat zij, zoals bijvoorbeeld de pontifices en de augures, een collegium vormden. Een bijzonder ereambt had de Virgo Vestalis maxima, de oudste Vestaalse Maagd (in dienst), doch is het niet bekend of ze ook een belangrijke positie in de zin van een voorzitster van een collegium bezat. Evenzo onbekend is het of het tuchtrecht van pontifex maximus, die deze bij cultische kwesties uitoefende, zich ook tot de organisatie van het gemeenschaps- en privéleven van de afzonderlijke priesteressen uitstrekte.
Volgens Plutarchus brachten ze de eerste tien jaar van hun diensttijd door als leerlinge, de volgende tien jaar verrichtten ze als priesteressen hun dienst en de laatste tien jaar fungeerden ze als leraressen voor de jonge Vestalinnen. Hoe deze schematische carrière in de praktijk afliep, is echter niet geweten. De drie oudste Vestalinnen werden de tres maximae genoemd en stonden onder andere in voor het lezen van de speltaren, om de mola salsa (rituele deeg van spelt en zout) te maken. Meer dan dertig standbeelden van beroemde Virgines Vestalis Maximae (vanaf ca. 250 v.Chr.) stonden met inscripties op hun sokkel in de tuin van het Atrium Vestae.
Na afloop van haar dertigjarige dienstplicht mocht de Vestalin haar dienst beëindigen, huwen en een normaal burgerlijk leven leiden. Toch zullen slechts weinige Vestalinnen deze optie hebben gebruikt. De weinigen, die het toch deden, zouden niet gelukkig geweest zijn met hun beslissing, daar ze de overgang naar een volkomen andere levensvorm moeilijk wisten te verteren. Er is geen zekere bewijs voor de succesvolle terugkeer van een voormalige Vestalin naar het burgerlijke leven. Tacitus vermeldt een zekere Occia, een Vestaalse maagd die haar taken als priesteres van Vesta zevenenvijftig jaren lang met de grootste toewijding had verricht.
Als hoofdopgave en grond voor de inrichting van dit priesterschap noemden de antieke bronnen het hoeden van het haardvuur van Vesta in diens tempel, dat nimmer mocht uitgaan en slechts op 1 maart (de oorspronkelijke eerste dag van de Romeinse kalender), ritueel werd vernieuwd. Dit gebeurde met hout van een vruchtendragende fruitboom. In de historische tijd werd dit vuur als symbool van politieke stabiliteit beschouwd, zodat het uitgaan ervan als onheilspellend voorteken respectievelijk als oorzaak van komend onheil werd opgevat. De dienstdoende Vestalin, die voor het doven verantwoordelijk was, kon door de pontifex maximus persoonlijk worden afgeranseld.
Daar vuur als symbool van reinheid gold, beschouwden enige antieke auteurs maagden op grond van hun seksuele reinheid bijzonder geschikt om het haardvuur van Vesta te verzorgen, doch is het niet meer te achterhalen of deze voorstelling de grondslag voor de inrichting van de Vestaalse Maagden vormde of dat het om een verklaringspoging uit later tijd gaat. Achterhaald is de idee dat het doven van het vuur als teken van het verlies van de maagdelijkheid door een Vestalin werd gezien, daar beide zaken in geen enkele antieke bron met elkaar in verband werden gebracht.

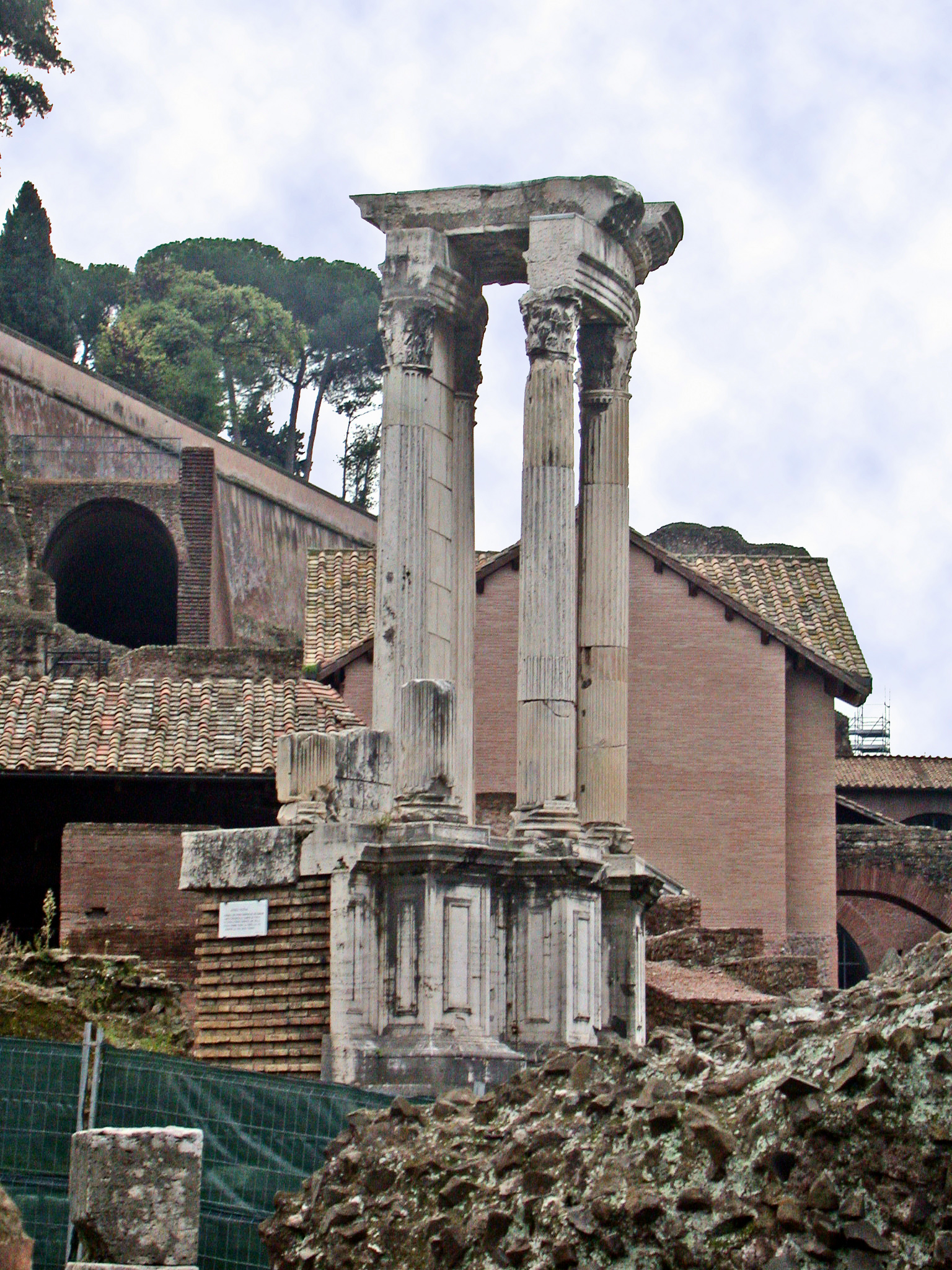
Ruïnes van de tempel van Vesta.

Voor de reiniging van de tempel van Vesta haalden de Vestalinnen dagelijks water uit de bron van Egeria, wat door de antieke auteurs naast het hoeden van het vuur als een van de hoofdopgaves van de priesteressen werd gezien. De bron lag buiten de stadsmuren in het kleine bos van de Camenae en gold als een heilige plaats, aangezien daar koning Numa Pompilius, de legendarische stichter van de Vestaalse Maagden, der bronnimf Egeria had ontmoet en van haar adviezen zou hebben gekregen. Daarenboven was het ook daar dat tijdens zijn regeringsperiode de ancile uit de hemel neerdaalde, een heilig schild, dat als garantie voor de politieke stabiliteit en het behoud van de Romeinse maatschappij gold.

## De maagdelijkheid van de Vestalinnen
De maagdelijkheid van de Vestalinnen was in de oudheid voor het hele Middellandse Zeegebied een uniek fenomeen, dat niet aan de hand van bekende Romeinse culturele denkbeelden is te verklaren, daar de Romeinen geen bijzondere waardering voor de ongehuwde staat of seksuele ascese kenden. Het was een lex divinitus data ("goddelijke gegeven wet"). De Vestalinnen laten zich daarom noch als vergelijkbaar met de gewijde maagden verklaren, noch kunnen ze als het pagane voorbeeld voor deze worden beschouwd. De Kerkvaders van de 3e tot 5e eeuw hebben juist veelmeer een negatief beeld van de Vestalinnen afgeschilderd. Een reden daarvoor was dat de Vestalinnen een maagdelijk leven slechts voor een periode van dertig jaar beloofden te leiden.
Antieke verklaringen voor de kuisheid zijn meestal zuiver speculatief en zoeken het fenomeen achteraf te verklaren. Zo ziet Livius als reden dat ze als maagden bijzonder "eerbiedwaardig en onaantastbaar" (venerabiles ac sanctas) zijn. Plutarchus verwijst naar veronderstellingen dat ter bewaring van het vuur, dat  als symbool van reinheid werd geschouwd, maagden op grond van hun seksuele reinheid bijzonder geschikt waren voor deze taak, doch zijn er geen adequate opvattingen voor de te vermoeden ontstaansperiode van het priesterschap opgegeven. Mogelijkerwijs stonden oorspronkelijk zuiver praktische overwegingen voorop, zoals Plutarchus eveneens in overweging neemt, terwijl hij naar vergelijkbare heilige vuren in Griekenland verwijst. Deze werden door vrouwen verzorgd die de vruchtbare leeftijd voorbij waren en daarom niet meer door de lasten van de zwangerschap en de opvoeding in hun eredienst werden belemmerd. Dergelijke redenen kunnen aan de maagdelijkheid van de Vestalinnen ten gronde hebben gelegen, maar in de historische periode in vergetelheid zijn geraakt, zodat de toen niet meer begrepen maagdelijkheid ruimte bood voor allerlei speculatieve duidingen.
In het volksgeloof werden er aan de Vestalinnen wonderdaden toegeschreven. Zo zouden ze in staat zijn geweest een ontvluchte slaaf tot staan te brengen, zolang deze de stad Rome nog niet had verlaten. Daaruit blijkt ook de veronderstelling van een plaats gebonden begrenzing van het machtsbereik van de godheid en werkterrein van de Vestalinnen. De van onkuisheid verdachte Vestalinnen Aemilia en Tuccia konden hun onschuld naar men beweert bewijzen doordat ze water met een zeef uit de Tiber schepten en naar de stad droegen, zonder daarbij een druppel te morsen.

### Het verlies van de maagdelijkheid
Het verlies van de maagdelijkheid van een Vestalin gold als een onheilspellende gebeurtenis, waardoor het welzijn van het gemenebest in groot gevaar werd gebracht. Dit blijkt bijzonder duidelijk uit de woorden van in 91 n.Chr. door keizer Domitianus vermoedelijk ten onrechte wegens onkuisheid veroordeelde Vestalin Cornelia:

Mij houdt de keizer voor onkuis, hoewel doordat (ik) de eredienst onderhield hij overwon en triomfeerde! ("Mij beschouwt de caesar als onkuis, terwijl ik de offers bracht waardoor hij de overwinning en de triomf heeft behaald.")
(Me Caesar incestam putat, qua sacra faciente vicit triumphavit)

Cornelia legde daarmee een direct verband tussen haar plichtgetrouwheid en het militaire succes van de Romeinen.
De onkuisheid (incestus) van een of meerdere Vestalinnen werd meestal in tijden van nood en crisis vastgesteld. Zo werden na de rampzalige slag bij Cannae in 216 v.Chr. Opimia en Floronia wegens dit vergrijp veroordeeld; Aemilia werd in 114 v.Chr., Licinia en Marcia werd na een tweede proces in 113 v.Chr. geëxecuteerd.
De bekendwording van onkuisheid herinnerde daarom aan de waarneming van prodigia (onheilspellende wondertekenen), die zich meestal onder de vorm van abnormale natuurfenomenen (bijvoorbeeld stenenregen, miskramen, mysterieuze hemelverschijnselen) uitten, waaraan in goede tijden slechts zelden aandacht aan werd besteed. Dit doet vermoeden dat men ook dergelijke vergrijpen van Vestalinnen slechts als dusdanig waarnam, wanneer men op grond van hoogopgelopen emoties en algemene paniek in het bijzonder angstvallig naar onheilspellende voortekenen zocht. Opvallend daarbij is ook dat vaak meerdere Vestalinnen tegelijkertijd werden schuldig bevonden aan een crimen incesti, hoewel soms de onkuisheid van een enkele Vestalin genoeg was om het gemenebest in gevaar te brengen. Daarentegen werden in goede tijden van overspel verdachte Vestalinnen haast altijd vrijgesproken.
Daarenboven zijn vele aanklachten tegen Vestalinnen mogelijkerwijs politiek gemotiveerd geweest:
- De aanklacht tegen de Vestalin Postumia in 420 v.Chr. stond naar alle schijn in verband met politieke aanvallen op prominente verwanten van deze en diende vermoedelijk het doel de invloed van haar hele familie te verzwakken.[39]
- De verdenking tegen de politiek invloedrijke Licinia in 73 v.Chr. zou ofwel tot doel hebben haar politieke invloed te breken ofwel ging het om een indirecte politieke afrekening met Marcus Licinius Crassus Dives, met wie ze nauwe maatschappelijke en politieke banden onderhield en die men ervan beschuldigde een seksuele verhouding met haar te hebben.[40]
- De terechtstelling van Cornelia in 91 n.Chr. vond vermoedelijk plaats in het kader van een restauratieve cultuur- en godsdienstpolitiek van keizer Domitianus, die met een daad van strengheid zijn wil tot doorvoering van deze politiek wou demonstreren.

Vaak werden individuele Vestalinnen enkel op grond van al te loszittende kleding of een bijzonder scherpe manier van spreken van onkuisheid verdacht. Daar zulke gevallen echter meestal in een vrijspraak eindigden, ligt het vermoeden voor de hand dat ook hier slechts naar een voorwendsel werd gezocht om de priesteres in diskrediet te brengen.
Iedere inwoner van Rome, ook vrouwen, vrijgelatenen en zelfs slaven, konden een onkuise Vestalin aangeven. Aansluitend volgde dan een gerechtelijk onderzoek, dat door de pontifices gezamenlijk werd uitgevoerd en door de pontifex maximus werd geleid. In het geval van een schuldigverklaring werd de terechtstelling uitgevoerd. De minnaar van de schuldig bevonden Vestalin werd publiekelijk ter dood gegeseld en onderging daarmee een van de naar Romeinse opvattingen meest onterende soort van doodstraf.
Open blijft de vraag, hoe men met Vestalinnen omging, die slachtoffer van een verkrachting waren. De keizers Nero en Caracalla werden door een hen vijandig gezinde geschiedschrijver ervan beschuldigd, Vestalinnen te hebben verkracht.

#### Elagabalus
Een vanuit Romeins oogpunt ongehoord voorval was het huwelijk van de uit Syrië stammende, toen zestienjarige keizer Elagabalus met de waarschijnlijk eveneens jonge Vestalin Aquilia Severa in 220. Deze keizer veronachtzaamde daarmee naar traditioneel Romeins religieus gevoel op schandelijke wijze zijn ambtsplicht als pontifex maximus en maakte zich schuldig aan een misdrijf dat met de dood werd bestraft. Volgens zijn eigen interpretatie daarentegen was dit "priesterhuwelijk“ een religieuze handeling, waaruit hij hoopte dat het een godgelijk nageslacht zou voortbrengen.

#### Laatste aangifte wegens onkuisheid
In de late 4e eeuw kwam het nog eenmaal tot een aangifte wegens onkuisheid, dewelke een Vestalin in Alba Longa genaamd Primigenia betrof. Het priestercollegium, waartoe de toenmalige beroemde politicus en redenaar Quintus Aurelius Symmachus behoorde, deed het onderzoek en stelde de schuld vast. Toentertijd was het collegium echter reeds leidingsloos, omdat de christelijke keizer het ambt van pontifex maximus niet meer uitoefende, en was daardoor niet meer bevoegd, een rechtsgeldig oordeel te vellen en te laten voltrekken. De inspanningen van Symmachus om de instanties tot een bestraffing van de Vestalin te bewegen, liepen duidelijk op niets uit.

### De terechtstelling van een onkuise Vestalin
Een veroordeelde Vestalin werd geboeid en gekneveld in een gesloten wagen onder grote deelname van de bevolking naar de Porta Collina gedragen, waar binnen de stad zelf (campus sceleratus) een onderaardse kerker was gegraven. Daarin bevond zich "een ligstoel met een deken, een brandende lamp alsook kleine hoeveelheden van noodzakelijke levensmiddelen: brood, water in een schaal, melk en olie, als wou men vermijden het lichaam van een voor de hoogste eredienst gewijde persoon door honger te doden". Nadat men de Vestalin de boeien had afgedaan, liet men haar in de kerker afdalen, sloot de ingang af en dekte deze met aarde toe, om de plaats onherkenbaar te maken.

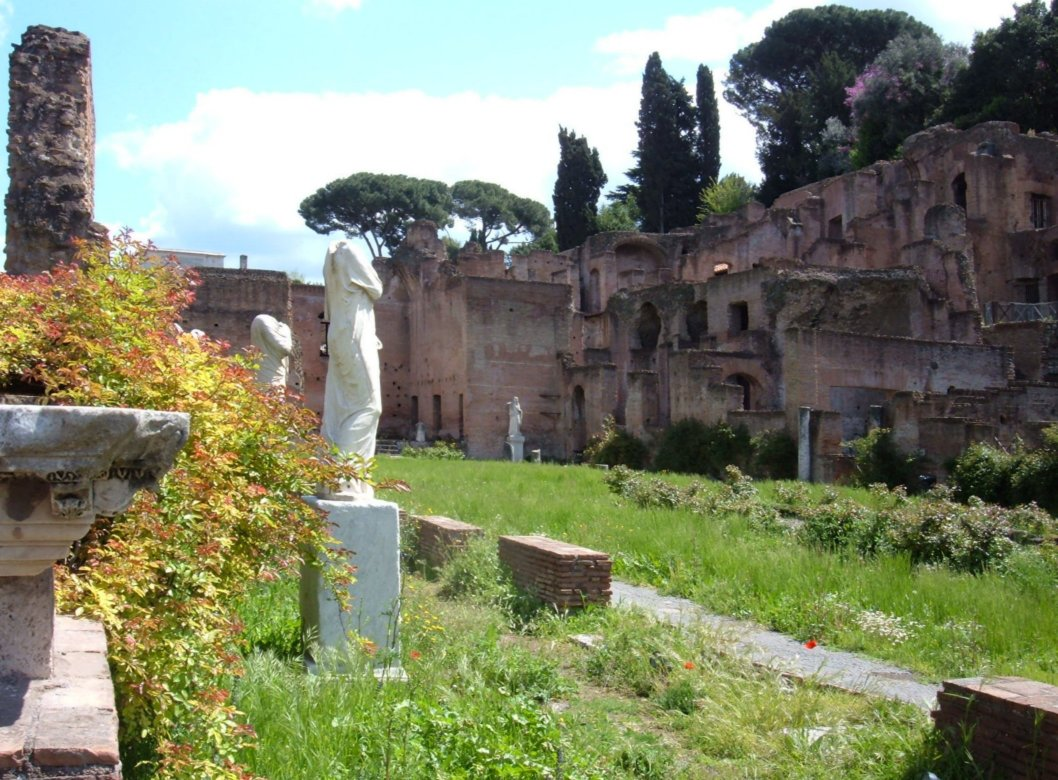
Atrium van het huis van de Vestalinnen.

Bepaalde elementen van deze procedure wijzen erop dat de terechtstelling van een onkuise Vestalin niet als een normale bestraffing voor een crimineel vergrijp werd gezien. Zo gaat het niet om een straf zoals bedoeld in het Romeinse strafrecht, daar het oordeel niet door een gerecht maar door een collegium van priesters wordt geveld. Ook bezat de Vestalin in een dergelijke geval niet het elke Romeinse burger toegestane ius provocandi (recht op beroep). Opvallend is ook dat de veroordeelde door de terbeschikkingstelling van een bed, lamp en voedingsmiddelen als het ware een symbolische bestaansgrond in haar kerker behield. Reeds Plutarchus vermoedde daarin een rituele fictie te kunnen zien, die zou voorwenden dat de priesteres niet werkelijk werd gedood. Dit kan erop wijzen dat men er eerder in geïnteresseerd was, haar uit de openbaarheid van de Romeinse wereld te verbannen dan haar te doden. In zekere zin herinnert de terechtstelling van een Vestalin hiermee aan de omgang met prodigia, daar bijvoorbeeld misgeboren of onheilvolle dieren verbrand of naar overzeese gebieden werden overgebracht en daarmee eveneens definitief uit Rome werden verwijderd. In hoeverre er tussen de omgang met prodigia en de onkuisheid van een Vestalin verbanden bestonden, is in het onderzoek echter omstreden. Onopgehelderd is tot nu toe ook de verklaring van Plutarchus dat een zeker niet nader beschreven priester op de plaats van de terechtstelling van een Vestalin het maken van dodenoffers tegenhield. Mogelijkerwijs gaat het hier om een postuum dienstbetoon van vrienden of verwanten, of Plutarchus heeft het in zijn tijd in Rome aantoonbare gebruik, spontaan bloemen op de sterfplaats van een mens neer te leggen, als rituele handeling misverstaan. Van een officiële dodencultus voor terechtgestelde Vestalinnen is ten minsten tot nu toe niets bekend.
In de oudere literatuur werd soms aangenomen dat onkuise Vestalinnen ook door van de Tarpeïsche rots te worden afgeduwd werden gedood, maar het gaat hierbij om een misverstand, daar bij Quintilianus en Seneca maior niet over echte gebeurtenissen wordt gesproken. In plaats daarvan gaat het om fictieve situaties, die in het retoriekonderwijs als uitgangssituaties voor proefredes dienden. Daarenboven wordt er enkel van onkuise "vrouwen" respectievelijk "priesteressen" gesproken, zonder dat er enigszins gewag wordt gemaakt dat het om Vestalinnen zou gaan.

### Beoordelingen door tijdsgenoten van de terechtstellingen
In Romeinse bronnen werd de onverbiddelijkheid van de straf voor de onkuise Vestalin niet principieel geproblematiseerd, terwijl anders bijzonder harde straffen meestal kritisch werden beoordeeld. Zo noemt Livius de executie van de door twee vierspannen in stukken gereten Mettius Fufetius een "wreed spektakel", dat in de geschiedenis van het Romeinse volk eenmalig zou zijn geweest, daar de Romeinen zich anders erop konden beroemen, mildere straffen dan alle andere volkeren op te leggen. Minder zware vergrijpen, bijvoorbeeld het laten uitgaan van het vuur in de tempel van Vesta, werden in de bronnen vaak verontschuldigd, bijvoorbeeld bij Livius, die daarin slechts een menselijke nalatigheid ziet en daarmee de zwaarte van het vergrijp alsook het belang van het voorval bagatelliseert.
Het valt op, dat het in de hele keizertijd slechts tweemaal tot executies van Vestalinnen is gekomen, namelijk onder Domitianus en onder Caracalla. De meeste minnaars van Vestalinnen kwamen er onder Domitianus met verbanning vanaf; van de vier veroordeelde Vestalinnen mochten drie hun wijze van sterven zelf kiezen, enkel de Virgo Vestalis maxima werd op de traditionele manier om het leven gebracht. Bij het proces onder Caracalla is van een veroordeling van beschuldigde mannen niets overgeleverd (een van de Vestalinnen, Clodia Laeta, zou de keizer zelf hebben verkracht). De relatieve mildheid van Domitianus toont aan dat de traditionele straf toen reeds als hard werd beschouwd. Het optreden van Caracalla wordt door de beslist conservatief gezinde contemporaine geschiedschrijver Cassius Dio als tirannieke willekeur veroordeeld. Daarbij kon Cassius Dio ervan uitgaan, dat zijn lezers dat ook zo zagen.

## Vestalinnen als motief voor latere kunstwerken
In het bijzonder in de 19e eeuw fascineerde het lot van de Vestalinnen historieschilders en schrijvers. De opera La vestale van Gaspare Spontini naar een libretto von Victor-Joseph Étienne de Jouy werd in 1807 in Parijs voor de allereerste keer opgevoerd en wordt vandaag nog van tijd tot tijd gespeeld.
Ook de opera L’innocenza giustificata (Wenen, 1755) van Christoph Willibald Gluck gaat over een Vestalin. De tekstdichter Giacano Durazzo stelde daarvoor scenes uit meerder libretti van Pietro Metastasio opnieuw samen.